# Sanborn (Minnesota)
Sanborn és una població dels Estats Units a l'estat de Minnesota. Segons el cens del 2000 tenia 434 habitants.

## Demografia
Segons el cens del 2000, Sanborn tenia 434 habitants, 179 habitatges, i 127 famílies. La densitat de població era de 78,7 habitants per km².
Dels 179 habitatges en un 31,8% hi vivien nens de menys de 18 anys, en un 60,9% hi vivien parelles casades, en un 6,1% dones solteres, i en un 28,5% no eren unitats familiars. En el 27,4% dels habitatges hi vivien persones soles el 16,8% de les quals corresponia a persones de 65 anys o més que vivien soles. El nombre mitjà de persones vivint en cada habitatge era de 2,42 i el nombre mitjà de persones que vivien en cada família era de 2,93.
Per edats la població es repartia de la següent manera: un 26,3% tenia menys de 18 anys, un 8,3% entre 18 i 24, un 21,2% entre 25 i 44, un 22,6% de 45 a 60 i un 21,7% 65 anys o més.
L'edat mediana era de 40 anys. Per cada 100 dones de 18 o més anys hi havia 102,5 homes.
La renda mediana per habitatge era de 36.375 $ i la renda mediana per família de 47.813 $. Els homes tenien una renda mediana de 25.682 $ mentre que les dones 21.016 $. La renda per capita de la població era de 19.809 $. Entorn del 3% de les famílies i el 6,5% de la població estaven per davall del llindar de pobresa.

## Poblacions properes
El següent diagrama mostra les poblacions més properes.